# سیارک ۵۱۵۹
سیارک ۵۱۵۹ (به انگلیسی: 5159 Burbine، نامگذاری:1977RG) پنج هزار و صد و پنجاه و نهمین سیارک کشف شده‌است که در ۹ سپتامبر ۱۹۷۷ کشف شد.
قدر مطلق سیارک برابر ۱۳٫۰۰ است.